# Himmelska stammar och jordiska grenar

De 60 cyklerna.

De himmelska stammarna och de jordiska grenarna är ett gammalt kinesiskt system för att numrera periodiska fenomen (särskilt tidsperioder). I den kinesiska månkalendern används det för att skapa 60-årscykler. Det används också i Kina för att ange klockslag, och inom astrologin. Man tror att systemet stammar ända från Shangdynastin (cirka 1766 f.Kr. till 1046 f.Kr.). På kinesiska kallas systemet tiāngān dìzhī 天干地支 eller vanligen bara gānzhī. Systemet används förutom i Kina även i Japan, Korea och Vietnam.

## De himmelska stammarna
Stammarna är tio stycken. De associeras med yin och yang och med de fem elementen.
| Nummer | Tecken | Mandarin | Japanska   | Vietnamesiska | Yin och yang | Element |
| ------ | ------ | -------- | ---------- | ------------- | ------------ | ------- |
| 1      | 甲     | jiǎ      | kinoe      | giáp          | Yang         | Trä     |
| 2      | 乙     | yǐ       | kinoto     | ất            | Yin          | Trä     |
| 3      | 丙     | bǐng     | hinoe      | bính          | Yang         | Eld     |
| 4      | 丁     | dīng     | hinoto     | đinh          | Yin          | Eld     |
| 5      | 戊     | wù       | tsuchinoe  | mậu           | Yang         | Jord    |
| 6      | 己     | jǐ       | tsuchinoto | kỷ            | Yin          | Jord    |
| 7      | 庚     | gēng     | kanoe      | canh          | Yang         | Metall  |
| 8      | 辛     | xīn      | kanoto     | tân           | Yin          | Metall  |
| 9      | 壬     | rén      | mizunoe    | nhâm          | Yang         | Vatten  |
| 10     | 癸     | guǐ      | mizunoto   | quý           | Yin          | Vatten  |

TRÄ = Dess egenskaper är skönhet, dygd och elegans. Trä representerar skapande kraft och fantasi. Den som är född under detta element kan bli konstnär, författare eller bonde. Trä styr levern och ögonen. Dess färg är grön/blå. 
ELD  = Dess egenskaper är skönhet, lycka och glädje. Eld representerar lidelse och hetta men också klarsynthet. Dess destruktiva sida får inte förringas. Ett element för handlingskraftiga personer. Eld behärskar hjärtat och blodet. Dess färg är röd. 
JORD  = Till egenskaperna hör överflöd, lugn, eftertänksamhet och försiktighet. Jord representerar hårt arbete och realism.. Detta är ett element för affärsmän. Eld styr mjälten och munnen. Dess färg är gul. 
METALL  = Dess egenskaper är beslutsamhet och förmåga att uppnå målen men den destruktiva sidan kan leda till uppgivenhet. Metall representerar viljestyrka och envishet. Under dess element finns politiker och jurister. Metall kontrollerar lungorna och huden. Dess färg är vit. 
VATTEN  = Stränghet, kyla och lugn är typiska egenskaper. Vatten har en fruktbar kraft men den uppvägs av alltför stor självbehärskning. Ett element som lämpar sig för köpmän och artister. Undvik att bli överviktig! Vatten är förknippat med njurarna och öronen. Dess färg är svart.

## De jordiska grenarna.
Grenarna är tolv stycken. De associeras med djur i den kinesiska zodiaken, med väderstreck, årstider, månader i månkalendern samt klockslag (eller rättare sagt tvåtimmarsperioder).
| Nummer | Tecken | Mandarin | Japanska | Koreanska | Vietnamesiska | Djur         | Väderstreck | Årstid | Månad | Klockslag |
| ------ | ------ | -------- | -------- | --------- | ------------- | ------------ | ----------- | ------ | ----- | --------- |
| 1      | 子     | zǐ       | ne       | 자        | tý            | råtta        | 0° (nord)   | vinter | 11    | 23-01     |
| 2      | 丑     | chǒu     | ushi     | 축        | sửu           | oxe (buffel) | 30°         | vinter | 12    | 01-03     |
| 3      | 寅     | yín      | tora     | 인        | dần           | tiger        | 60°         | vår    | 1     | 03-05     |
| 4      | 卯     | mǎo      | u        | 묘        | mão (mẹo)     | hare (katt)  | 90° (öst)   | vår    | 2     | 05-07     |
| 5      | 辰     | chén     | tatsu    | 진        | thìn          | drake        | 120°        | vår    | 3     | 07-09     |
| 6      | 巳     | sì       | mi       | 사        | tỵ            | orm          | 150°        | sommar | 4     | 09-11     |
| 7      | 午     | wǔ       | uma      | 오        | ngọ           | häst         | 180° (syd)  | sommar | 5     | 11-13     |
| 8      | 未     | wèi      | hitsuji  | 미        | mùi           | får (get)    | 210°        | sommar | 6     | 13-15     |
| 9      | 申     | shēn     | saru     | 신        | thân          | apa          | 240°        | höst   | 7     | 15-17     |
| 10     | 酉     | yǒu      | tori     | 유        | dậu           | tupp         | 270° (väst) | höst   | 8     | 17-19     |
| 11     | 戌     | xū       | inu      | 술        | tuất          | hund         | 300°        | höst   | 9     | 19-21     |
| 12     | 亥     | hài      | i        | 해        | hợi           | gris         | 330°        | vinter | 10    | 21-23     |

## 60-årscykeln
För att benämna år användes kombinationer av stam och gren. Kombinationerna är sextio stycken och utgör en så kallad sexagesimal cykel. Varje kombination består av dels en av de tio himmelska stammarna och dels en av de tolv jordiska grenarna. Varje år får egenskaper utifrån vilka attribut de ingående tecknen har. De himmelska stammarna har ju alla ett av de fem elementen och var och en av de jordiska grenarna hör samman med ett av de tolv zodiaktecknen. När man med början från den första himmelska stammen och den första jordiska grenen, för varje år ökar båda med ett, och börjar om när man kommit till slutet på den ena serien, erhålls en cykel med 60 teckenkombinationer som var och en står för ett år. Detta är också förklaringen till att varje år associeras med ett element och ett zodiakdjur. Vid hänvisning till ett år sägs den dåvarande kejsarens namn följt av teckenkombinationen. Vart sextionde år börjar således en ny period; den innevarande när detta skrives började år 1984, som alltså var år jiǎ-zǐ.
De 60 kombinationerna är:
| År nummer | Teckenkombination | Uttal (mandarin) | Element | Zodiakdjur |
| --------- | ----------------- | ---------------- | ------- | ---------- |
| 1         | 甲子              | jiǎ-zǐ           | Trä     | Råtta      |
| 2         | 乙丑              | yǐ-chǒu          | Trä     | Oxe        |
| 3         | 丙寅              | bǐng-yín         | Eld     | Tiger      |
| 4         | 丁卯              | dīng-mǎo         | Eld     | Hare       |
| 5         | 戊辰              | wù-chén          | Jord    | Drake      |
| 6         | 己巳              | jǐ-sì            | Jord    | Orm        |
| 7         | 庚午              | gēng-wǔ          | Metall  | Häst       |
| 8         | 辛未              | xīn-wèi          | Metall  | Får        |
| 9         | 壬申              | rén-shēn         | Vatten  | Apa        |
| 10        | 癸酉              | guǐ-yǒu          | Vatten  | Tupp       |
| 11        | 甲戌              | jiǎ-xū           | Trä     | Hund       |
| 12        | 乙亥              | yǐ-hài           | Trä     | Gris       |
| 13        | 丙子              | bǐng-zǐ          | Eld     | Råtta      |
| 14        | 丁丑              | dīng-chǒu        | Eld     | Oxe        |
| 15        | 戊寅              | wù-yín           | Jord    | Tiger      |
| 16        | 己卯              | jǐ-mǎo           | Jord    | Hare       |
| 17        | 庚辰              | gēng-chén        | Metall  | Drake      |
| 18        | 辛巳              | xīn-sì           | Metall  | Orm        |
| 19        | 壬午              | rén-wǔ           | Vatten  | Häst       |
| 20        | 癸未              | guǐ-wèi          | Vatten  | Får        |
| 21        | 甲申              | jiǎ-shēn         | Trä     | Apa        |
| 22        | 乙酉              | yǐ-yǒu           | Trä     | Tupp       |
| 23        | 丙戌              | bǐng-xū          | Eld     | Hund       |
| 24        | 丁亥              | dīng-hài         | Eld     | Gris       |
| 25        | 戊子              | wù-zǐ            | Jord    | Råtta      |
| 26        | 己丑              | jǐ-chǒu          | Jord    | Oxe        |
| 27        | 庚寅              | gēng-yín         | Metall  | Tiger      |
| 28        | 辛卯              | xīn-mǎo          | Metall  | Hare       |
| 29        | 壬辰              | rén-chén         | Vatten  | Drake      |
| 30        | 癸巳              | guǐ-sì           | Vatten  | Orm        |
| 31        | 甲午              | jiǎ-wǔ           | Trä     | Häst       |
| 32        | 乙未              | yǐ-wèi           | Trä     | Får        |
| 33        | 丙申              | bǐng-shēn        | Eld     | Apa        |
| 34        | 丁酉              | dīng-yǒu         | Eld     | Tupp       |
| 35        | 戊戌              | wù-xū            | Jord    | Hund       |
| 36        | 己亥              | jǐ-hài           | Jord    | Gris       |
| 37        | 庚子              | gēng-zǐ          | Metall  | Råtta      |
| 38        | 辛丑              | xīn-chǒu         | Metall  | Oxe        |
| 39        | 壬寅              | rén-yín          | Vatten  | Tiger      |
| 40        | 癸卯              | guǐ-mǎo          | Vatten  | Hare       |
| 41        | 甲辰              | jiǎ-chén         | Trä     | Drake      |
| 42        | 乙巳              | yǐ-sì            | Trä     | Orm        |
| 43        | 丙午              | bǐng-wǔ          | Eld     | Häst       |
| 44        | 丁未              | dīng-wèi         | Eld     | Får        |
| 45        | 戊申              | wù-shēn          | Jord    | Apa        |
| 46        | 己酉              | jǐ-yǒu           | Jord    | Tupp       |
| 47        | 庚戌              | gēng-xū          | Metall  | Hund       |
| 48        | 辛亥              | xīn-hài          | Metall  | Gris       |
| 49        | 壬子              | rén-zǐ           | Vatten  | Råtta      |
| 50        | 癸丑              | guǐ-chǒu         | Vatten  | Oxe        |
| 51        | 甲寅              | jiǎ-yín          | Trä     | Tiger      |
| 52        | 乙卯              | yǐ-mǎo           | Trä     | Hare       |
| 53        | 丙辰              | bǐng-chén        | Eld     | Drake      |
| 54        | 丁巳              | dīng-sì          | Eld     | Orm        |
| 55        | 戊午              | wù-wǔ            | Jord    | Häst       |
| 56        | 己未              | jǐ-wèi           | Jord    | Får        |
| 57        | 庚申              | gēng-shēn        | Metall  | Apa        |
| 58        | 辛酉              | xīn-yǒu          | Metall  | Tupp       |
| 59        | 壬戌              | rén-xū           | Vatten  | Hund       |
| 60        | 癸亥              | guǐ-hài          | Vatten  | Gris       |

### Allmänna källor
- Ragvald, Lars; Ragvald Wai-Ling, Björverud Susanna (2012). Norstedts kinesisk-svenska ordbok: [58.000 ord och fraser] (1. uppl.). Stockholm: Norstedt. Libris 12348257. ISBN 978-91-1-302292-5
- Wilkinson, Endymion Porter. (2012) (på engelska). Chinese history: a new manual. Harvard-Yenching Institue monograph series ; 84 ([Rev. ed.].). Cambridge, MA: Harvard University Asia Center. Libris 13753255. ISBN 978-0-674-06715-8